# 27719 Фаст
27719 Фаст  (27719 Fast) — астероїд головного поясу, відкритий 26 вересня 1989 року.
Тіссеранів параметр щодо Юпітера — 3,140.